# 滑动摩擦
滑動摩擦，指接触面粗糙的物體相互接触挤压且相对滑动时产生的阻碍相对运动的现象，对应的力稱为滑動摩擦力。

## 产生条件
1. 有相对滑动。
2. 两物体接触面相互挤压，在挤压处有弹力产生。
3. 接触面粗糙。虽然绝对光滑的接触面不存在，但是在很多的科学假想、猜测等情况中会假设接触面绝对光滑。

## 滑动摩擦力的大小
滑动摩擦力与正压力成正比。滑动摩擦力的计算公式为
{\displaystyle {\displaystyle F_{k}=\mu _{\mathrm {k} }F_{n}}}
其中{\displaystyle \displaystyle F_{k}}等于滑动摩擦力，{\displaystyle \mu _{\mathrm {k} }}为滑动摩擦系数，{\displaystyle F_{n}}为正压力。

### 公式中各项的说明
1. {\displaystyle F_{n}}属于弹力，并不是总等于物体的重力，需要结合运动情况和平衡条件加以确定。
2. 动摩擦因数{\displaystyle \mu _{\mathrm {k} }}是比例常数，它的数值跟相互接触的接触面的材料和接触面的情况（如粗糙程度、干湿程度、温度等）有着密切的关系。动摩擦系数是两个力的比值，因此没有单位。
3. 在一定的速率范围内，滑动摩擦力的大小与物体相对运动的速度以及接触面的面积大小无关。
4. 滑动摩擦力可以做正功也可以做负功，取决于滑动摩擦力的方向与物体对参考系的位移之间的夹角。滑动摩擦力作用所产生的内能（通常表现为温度升高）则为滑动摩擦力与两物体相对的位移的乘积。
5. 滑動摩擦力總是比最大靜摩擦力要小。

## 几种材料之间的动摩擦因数
| 材料                | 动摩擦因数 |
| 钢-钢               | 0.25       |
| 木-木               | 0.30       |
| 木-金属             | 0.20       |
| 皮革-铸铁           | 0.28       |
| 钢-冰               | 0.02       |
| 木-冰               | 0.03       |
| 橡皮轮胎-路面（干） | 0.71       |